# 陳嘉韻
陳嘉韻（英語：Melissa Chan，1980年6月2日—）是一位美籍华人記者，现居柏林。陈嘉韵2006年开始在中国报导新闻，她是半岛电视台的记者，直到2012年被驱逐出境。她是十多年来第一位被勒令离开中国的外国记者。

## 生平
三歲從香港移民美國。1998年核桃市高中畢業後，進入耶魯大學主修歷史。2002年畢業後進入ABC新聞擔任助理記者。2004年進入倫敦政治經濟學院修讀碩士課程，同時在ABC News倫敦分處工作。2006到2007年在香港做自由投稿記者。2007年被半島電視台聘任北京新成立的24小時英文國際頻道派駐記者。五年中寫了近400篇中國報導。
2012年5月8日，半島電視台證實，該機構駐中國英文記者陳嘉韻簽證申請被中國當局拒絕。
2012年5月，中國中央電視台英語新聞頻道節目主持人楊銳在微博中稱卡塔尔半島電視台女記者是「洋潑婦」，引起批評。但中國中央電視台發言人表示：楊銳的微博都是個人行為，不代表中央電視台的觀點。

## 外部連結
- 陳嘉韻的新浪微博